# Meconopsis henrici
Meconopsis henrici är en vallmoväxtart som beskrevs av Louis Édouard Bureau och Franch.. Meconopsis henrici ingår i släktet bergvallmor, och familjen vallmoväxter. Utöver nominatformen finns också underarten M. h. psilonomma.